# Humanisthjälpen
HumanistHjälpen (engelska Humanist Aid Sweden) är en insamlingsstiftelse med sekulär och humanistisk inriktning.

## Historia
HumanistHjälpens historia började med att en grupp medlemmar ur föreningen Humanisterna övertog en intern medlemsinsamling som startats 2008 inom förbundet. HumanistHjälpen instiftades sedan officiellt i december 2011 och blev verksam under 2012 som juridiskt fristående från förbundet. 

## Verksamhet
Stiftelsen förmedlar insamlade pengar till etablerade och väl ansedda organisationer världen över. HumanistHjälpen stödjer i synnerhet människor som mot bakgrund av religion eller tradition utsätts för förtryck, hedersvåld eller begränsningar vad gäller mänskliga rättigheter enligt FN:s definition. Bland annat stödjer stiftelsen ekonomiskt kvinnohus och barnhem/förskolor i Marocko, samt i Uganda sekulär-humanistiska skolor och HBTQI-organisationen SMUG (Sexual Minorities Uganda) liksom GAPF (Glöm Aldrig Pela och Fadime), VHEK (Varken Hora Eller Kuvad) och Hjälpkällan i Sverige. 

## Logotyp
HumanistHjälpens logotyp kallas för Happy Family och är en symbol för alla människors rätt att leva fritt i den relation man själv väljer men också att barn behöver sina föräldrar.